# Andrea Rothfuss
Andrea Rothfuss est une skieuse handisport allemande, née le 20 octobre 1989.

## Palmarès

### Jeux paralympiques
| Épreuve / Édition | Turin 2006 | Vancouver 2010 | Sotchi 2014 | Pyeongchang 2018 | Pékin 2022 |
| ----------------- | ---------- | -------------- | ----------- | ---------------- | ---------- |
| Descente          | -          | Bronze         | DNF         | Argent           | 4e         |
| Super-G           | 5e         | Bronze         | DNF         | Argent           | 9e         |
| Slalom géant      | Argent     | Argent         | Argent      | Argent           | Bronze     |
| Slalom            | 4e         | Argent         | Or          | Bronze           |            |
| Super combiné     | -          | DNF            | Argent      | Argent           | DSQ        |